# Katie Sheridan
Katie Teresa Sheridan (Londra, 29 dicembre 1986) è un'attrice inglese.
Ha recitato la parte di Sophie Norton nella commedia Un genio sul divano, trasmessa in Inghilterra sul canale Nickelodeon, in Russia su Pervyj kanal, in Francia su Canal J e in Italia su Italia 1. Katie attualmente studia drammaturgia e recitazione all'Università.

## Filmografia
- Un genio sul divano (52 episodi, 2006-2007)
- Brief Encounters (1 episodio, 2006)
- Love Soup (1 episodio, 2005)
- aka Love Soup 2 (UK: seconda stagione)
- Waking the Dead (1 episodio, 2004)
- Casualty (1 episodio, 2004)

## Gruppi musicali
- The Tinker Girls